# M163 Vulcan
Das M163 Vulcan Air Defense System ist ein in den 1960er-Jahren in den Vereinigten Staaten entwickelter Flugabwehrpanzer auf Basis eines modifizierten M113A1-Chassis, welcher mit einem modifizierten M61 Vulcan-Gatling-Geschütz (M168) und einer Feuerleitanlage ausgerüstet ist. Das Fahrgestell selbst trägt die Bezeichnung M741.

## Entstehungsgeschichte
Ab 1964 begann die United States Army die Entwicklung des M163, das als Ersatz für das M42 Duster-System dienen sollte. Kurz nach der Fertigstellung erster Exemplare im Jahr 1968 wurden Tests gegen Bodenziele im Vietnamkrieg durchgeführt, die zeigten, wie wirkungsvoll das System in diesem Bereich war. Da die Entwicklung des Ersatzprojekts M247 Sergeant York aufgrund massiver technischer Probleme 1985 eingestellt wurde, arbeitete man parallel an einer Kampfwertsteigerung, die 1984 als PIVADS (Product Improved Vulcan Air Defense System) eingeführt wurde. Technisch und vor allem aufgrund seiner begrenzten Reichweite veraltet, wurden die Einheiten der Army in den 1990er Jahren durch das M1097 Avenger-System mit Stinger-Raketen ersetzt.

## Spezifikation (M163)
- Panzerung:[1]
  - Front: 38 mm
  - Seite: 32–45 mm
  - hinten/oben: 38 mm
  - Boden: 29 mm
- M168-Waffe:[1]
  - Effektive Reichweite: 1200 m
  - Maximale Feuerrate: 3000 Schuss/Minute
  - Elevation: +80° bis −5° mit 60°/Sekunde
  - Winkel: 360° in 75°/Sekunde
  - Munitionsbevorratung: 2100 Patronen

## Varianten
Am Chassis des Fahrzeugs, das bei Einführung zunächst auf dem M113A1-Fahrgestell aufbaute, mussten umfangreiche Veränderungen vorgenommen werden. So wurden wegen des hohen Gewichts zusätzliche Schwimmkörper an den Fahrzeugseiten angebracht. Die hydraulische Federung des Fahrgestells konnte ausgeschaltet werden, um die Stabilisierung beim Feuern zu gewährleisten. Nach Umstieg auf das verbesserte M113A2-Fahrgestell wurde dieses beim M163 fortan als M741A1 bezeichnet. Im Rahmen der durch die Lockheed Electronics Company vorgenommenen PIVADS-Kampfwertsteigerung wurden das Feuerleitsystem und die Nachtkampftauglichkeit verbessert sowie die Möglichkeit geschaffen, APDS-Munition zu verschießen.
- M163: Standardversion mit Waffenaufnahme M157, Kanone M168 und Fahrgestell M741 auf Stand des M113A1.[6]
  - M163A1[7]: Modifikationen an der Waffenaufnahme (M157A1), später Antriebsstrang auf Stand des M113A2. Fahrgestell fortan als M741A1 bezeichnet.[1]
  - M163A1/A2 PIVADS[8]: Genauigkeit und Kapazitäten durch Entwicklungen von Lockheed Electronics Company gesteigert. Beinhaltet einen digitalen Prozessor; Hauptvisier und Rückstoßausgleichssystem wurden in der vertikalen Ebene stabilisiert, Verbesserungen an der Feuerleitanlage.[1]
- M167: Geschleppte Version auf einem Anhänger. Zugfahrzeug war bis 1989 der Gama Goat, bis er durch den HMMWV ersetzt wurde.
- Machbet: Israelische Weiterentwicklung mit 4 FIM-92 Stinger-Startern, verbessertem Zielverfolgungssystem und der Möglichkeit, Daten mit einem externen Hochleistungsradar auszutauschen.

## Nutzerstaaten

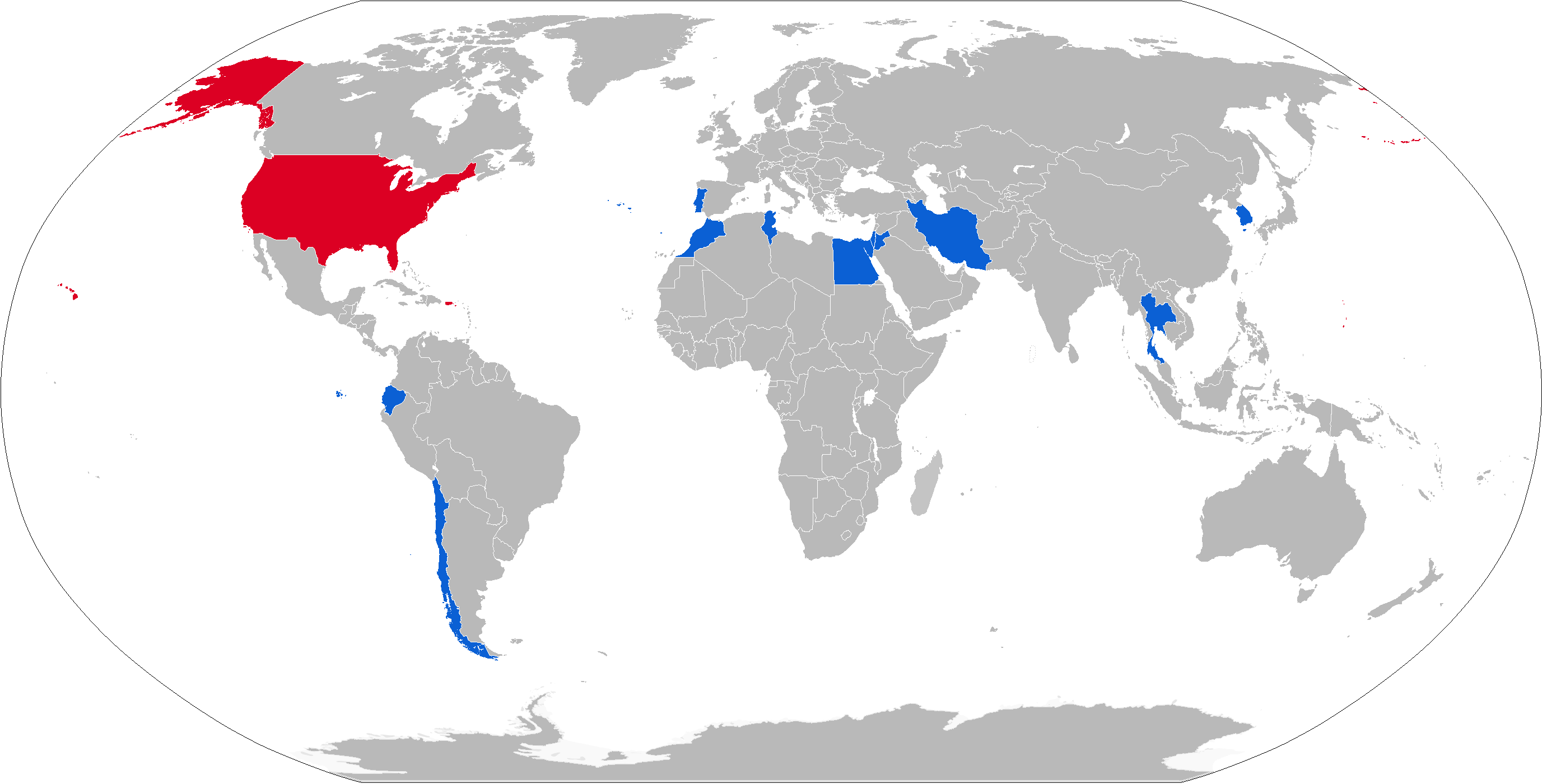
Derzeitige M163-Nutzerstaaten in blau, ehemalige in rot

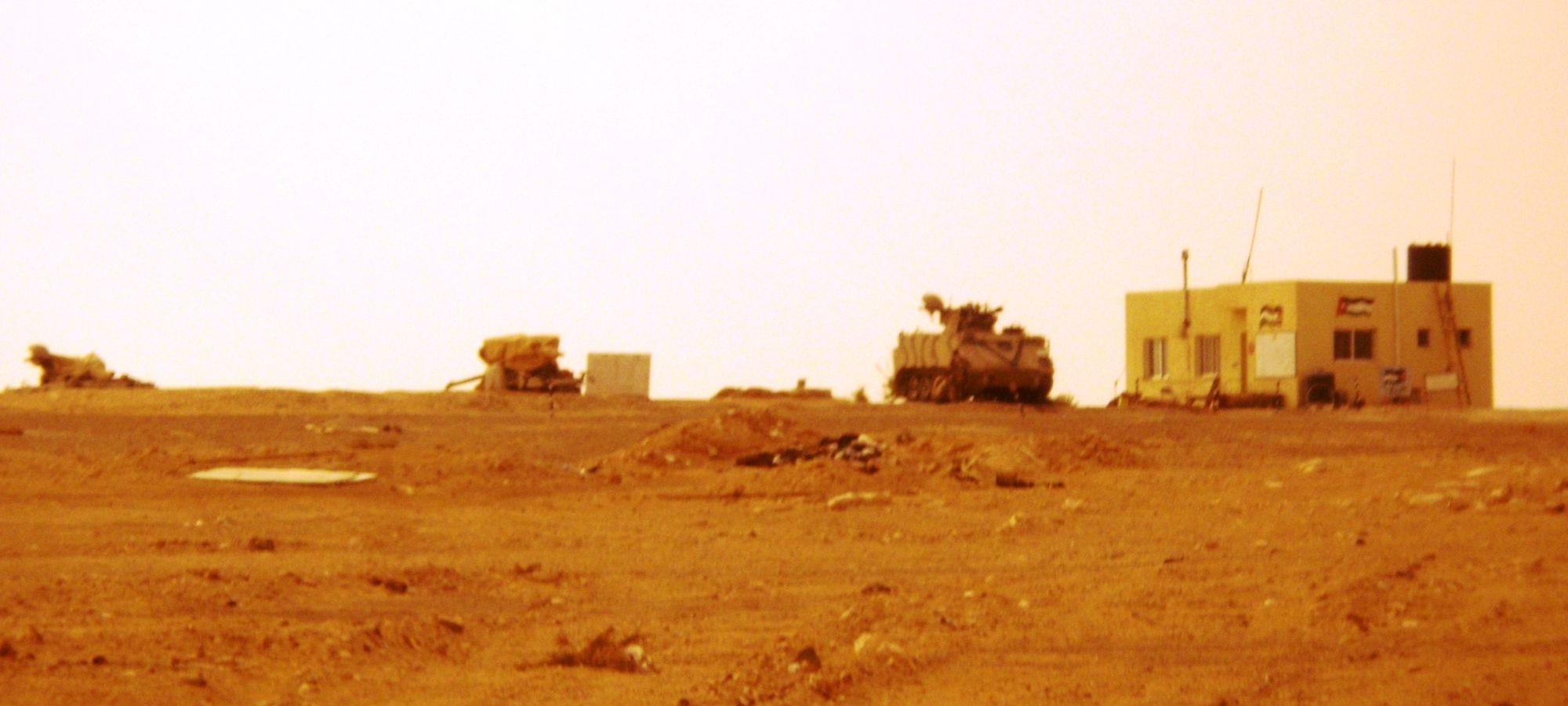
Jordanische M163 Vulcan, stationiert auf der Muwaffaq Salti Air Base

### Derzeitige Nutzerstaaten
- Ägypten
- Chile
- Ecuador
- Iran
- Israel
- Jordanien
- Marokko
- Portugal
- Südkorea
- Thailand
- Tunesien

### Ehemalige Nutzerstaaten
- Vereinigte Staaten